# 中山典村
中山 典村（なかやま のりむら、1929年1月2日 - 没年不詳）は、日本の実業家。テレビ山梨代表取締役社長を務めた。

## 略歴
山梨県出身。長野県諏訪中学校（現・長野県諏訪清陵高等学校・附属中学校）卒業、中央大学法学部中退。終戦まもない頃は日本共産党の党員で、当時の山村工作隊のメンバーだったという。
1981年テレビ山梨（UTY）代表取締役社長。1986年なかごみ代表取締役社長を兼任。
UTY社長時代には中国との関係強化に力を入れ、1985年にはUTYと中国国際放送（CRI）の間で提携を結び、CRIから日本語研修としてアナウンサーを受け入れるなどの施策を行ったことで知られる。また金丸信の懐刀の一人としても知られ、選挙になると金丸の後援会事務所に堂々と座っていたという。